# Патті Кемпнер
Патті Кемпнер (англ. Patty Kempner, 24 серпня 1942) — американська плавчиня.
Олімпійська чемпіонка 1960 року.